# Bataille du pont de Lodi
Pour un article plus général, voir Campagne d'Italie (1796-1797).
Première Coalition
Batailles
La bataille du pont de Lodi oppose, le 10 mai 1796, l’armée d'Italie du général Napoléon Bonaparte aux armées coalisées commandées par le général Karl Philipp Sebottendorf, pour la prise du pont de Lodi sur l’Adda. Pour les Français, elle conclut de manière victorieuse la deuxième partie de la campagne d’Italie.

## Campagne précédant la bataille
Bonaparte surprend tout le monde par son début de campagne : il sépare les armées austro-sardes lors des batailles de Montenotte et Mondovi et contraint le royaume de Piémont-Sardaigne à signer l'armistice de Cherasco, le 28 avril 1796, puis le traité de Paris, le 15 mai. Il trompe ensuite le général Beaulieu en franchissant, après un petit engagement au cours duquel le général Laharpe trouve la mort, le Pô à Plaisance alors que le général autrichien l’attendait 80 km plus en amont, à Valenza. Beaulieu réussit néanmoins à éviter d’être tourné et à franchir l’Adda et le Mincio mais il doit abandonner Milan. Bonaparte borde alors l'Adda à hauteur de Pizzighetone mais les défenses ennemies sont trop puissantes à cet endroit-là. Il longe l'Adda vers le nord et parvient à Lodi. C'est ici qu'il trouve la faille dans le dispositif adverse, à savoir l’arrière-garde autrichienne commandée par le général Sebottendorf, qui cherche à détruire le pont.

## Information sur le champ de bataille
Lodi est situé sur la rive droite de l’Adda, un affluent du Pô. Devant les murs de la ville, des maisons de pêcheurs et une statue de Saint-Jean Népomucène font face au pont.

## Dispositions des Autrichiens
Sebottendorf a ordre de rester à Lodi seulement 24 heures avec ses 10 000 hommes, puis se replier de nuit aussi sur Crema. Il dispose de : 12 bataillons (inclus un Italien, le 3e du régiment Belgioioso, IR Nr. 44), 14 canons et 16 escadrons (inclus 1 071 cavaliers de la 2e brigade napolitaine, commandés par Ruiz),,.
Il est installé sur la rive gauche où s’élèvent les levées de terre formant la digue. Il a rangé ses soldats sur deux lignes : 3 bataillons de croates au débouché du pont appuyés par 14 canons (6 pièces régimentaires de 3 livres des Grenz, 6 pièces de 12 livres et 2 obusiers de 7 livres de la réserve) positionnés sur une langue d’alluvions au pied de la digue pouvant battre le pont, 5 autres, 100 pas en arrière. La cavalerie est positionnée à Fontana (1/2 h de marche de Lodi). Ce corps retranché derrière l'Adda, contrôle un pont de bois sans parapet, pas très large (de 6 à 8 mètres), long de 195 mètres, seul point de passage de la région.
3 bataillons sont détachés à Corte Palasio, à une lieue en aval, où se trouve un second passage (probablement un bac ou un gué). Le général Gerhard Rosselmini avec 1 bataillon et 2 escadrons sont restés au-delà du pont, à Lodi, pour recueillir Vukassovich qui rejoint avec son arrière-garde.

### Ordre de batailles autrichiens
Légendes :
LtG. = lieutenant général                      GEC = général en chef                             GdB. = général de brigade
MjG. = major général                             Cap. = capitaine                                        GdD. = Général de division
Col. = colonel                                        LtCol. = lieutenant colonel
| Unité                                                                  | Eff. hist. | notes |
| LtG. Sebottendorf – corps d'opération                                  | 9 455      |       |
|                                                                        |            |       |
| Première ligne à Lodi                                                  |            |       |
| MjG. Vukassovich – arrière-garde                                       | 2757       |       |
|                                                                        |            |       |
| Rég. d'inf. – combiné du district de Carlstädt                         |            |       |
| __Bataillon "Liccaner-Grenzer" + Artillerie régimentaire 2 x 3 livres  | 480        |       |
| __Bataillon "Ottocaner-Grenzer" + Artillerie régimentaire 2 x 3 livres | 1 104      |       |
| Rég. d'inf. – 1st "Warasdiner-Grenzer" / 2nd "Banater-Grenzer"         |            |       |
| __bataillon de Grenz + Artillerie régimentaire 2 x 3 livres            | 510        |       |
| Rég. d'inf. – Nadasdy                                                  |            |       |
| __1er bataillon de fusiliers                                           | 623        |       |
|                                                                        |            |       |
| Artillerie                                                             |            |       |
| 4 pièces de 12 livres de campagne                                      | 32         |       |
| 2 obusiers de 7 livres de campagne                                     | 8          |       |
|                                                                        |            |       |
| Deuxième ligne à Lodi                                                  |            |       |
| MjG. Roselmini – brigade d'infanterie                                  | 2 145      |       |
|                                                                        |            |       |
| Rég. d'inf. – "Terzy"                                                  |            |       |
| __1er, 2e et 3e bataillon de fusiliers                                 | 1 212      |       |
| Rég. d'inf. – 44e Belgioso                                             |            |       |
| __2 cie du 3e bataillon de fusiliers                                   | 311        |       |
| Rég. d'inf. – "Thurn"                                                  |            |       |
| __1er bataillon de fusiliers                                           | 622        |       |
|                                                                        |            |       |
| Brigade de cavalerie                                                   | 910        |       |
| Rég. de cav. – 1er uhlans "Meszaros"                                   |            |       |
| __2 escadrons                                                          | 286        |       |
| Rég. de cav. – 2e hussards "Erzherzog Joseph"                          |            |       |
| __4 escadrons                                                          | 624        |       |
|                                                                        |            |       |
| Détachement de Fontana                                                 |            |       |
| CdB. Ruiz – division de « cavalieri napoletani »                       | 1 000      |       |
|                                                                        |            |       |
| Rég. de cav. – Reggimenti Dragoni – "Principe"                         |            |       |
| __4 escadrons de dragons                                               | 500        |       |
| Rég. de cav. – Reggimenti Dragoni – "Napoli"                           |            |       |
| __4 escadrons de dragons                                               | 500        |       |
|                                                                        |            |       |
| Détachement de Corte di Palasio                                        |            |       |
| MjG.Nicolleti – brigade d'infanterie                                   | 2 310      |       |
|                                                                        |            |       |
| Rég. d'inf. – "Strassoldo" – Major Strassoldo                          |            |       |
| __2e bataillon de fusiliers + Artillerie régimentaire 2 x 3 livres     | 920        |       |
| __3e bataillon de fusiliers + Artillerie régimentaire 2 x 3 livres     | 599        |       |
| Rég. d'inf. – "Grossherzog von Toscana"                                |            |       |
| __3e bataillon de fusiliers + Artillerie régimentaire 2 x 3 livres     | 755        |       |
|                                                                        |            |       |
| Artillerie                                                             |            |       |
| 6 pièces de 6 livres de campagne                                       | 36         |       |
|                                                                        |            |       |
| Brigade de cavalerie                                                   | 333        |       |
| Rég. de cav. – 9e hussards "Erdödy"                                    |            |       |
| __2 escadrons                                                          | 333        |       |

## Disposition des Français

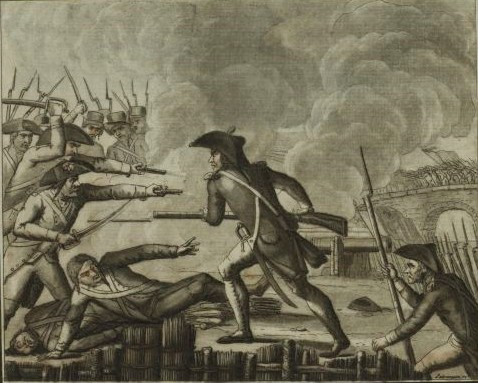
Bataille du pont de Lodi, (musée de la Révolution française).

Le pont doit être pris intact car Bonaparte veut franchir l’Adda rapidement pour poursuivre le gros de l’armée autrichienne, commandée par le général Beaulieu, qui se replie sur Mantoue. Les batteries d’artillerie françaises sont placées de part et d’autre de la ville, tenant le pont sous leur feu afin d’empêcher l’ennemi de le détruire. En amont, la cavalerie traverse à gué pour attaquer la redoute et contraindre les Autrichiens à l’évacuer. L’instant choisi est celui où la colonne française, formée dans la rue principale de Lodi, progresse sur le pont,,.

### Ordre de batailles français
Légendes :
LtG. = lieutenant général                      GEC = général en chef                             GdB. = général de brigade
MjG. = major général                             Cap. = capitaine                                        GdD. = général de division
Col. = colonel                                        LtCol. = lieutenant colonel                        CdB = chef de bataillon
| Unité                                                         | Eff. hist. | notes                                          |
| Bonaparte - GEC                                               |            |                                                |
| GdD. Berthier – chef état-major                               |            |                                                |
|                                                               |            |                                                |
| GdB. Dallemagne – avant-garde                                 | 2 952      | Attaque par le pont                            |
|                                                               |            |                                                |
| GdB. Gardanne – brigade d'infanterie                          | 1 000      |                                                |
| Rég. d'inf. – 1er bataillon de carabiniers réunis             |            |                                                |
| __3 Cie de carabiniers de la 1re demi-brigade légère          |            |                                                |
| __3 Cie de carabiniers de la 3e demi-brigade légère           |            |                                                |
| Rég. d'inf. – 2e bataillon de carabiniers réunis - CdB. Dupas |            |                                                |
| __3 Cie de carabiniers de la 4e demi-brigade légère           |            |                                                |
| __3 Cie de carabiniers de la 18e demi-brigade légère          |            |                                                |
|                                                               |            |                                                |
| GdB. Lanusse - brigade d'infanterie                           | 976        |                                                |
| Rég. d'inf. – 1er bataillon de grenadiers réunis              |            |                                                |
| __3 Cie de grenadiers de la 21e demi-brigade                  |            |                                                |
| __3 Cie de grenadiers de la 84e demi-brigade                  |            |                                                |
| Rég. d'inf. - 2e bataillon de grenadiers réunis               |            |                                                |
| __3 Cie de grenadiers de la 39e demi-brigade                  |            |                                                |
| __3 Cie de grenadiers de la 69e demi-brigade                  |            |                                                |
|                                                               |            |                                                |
| GdB. Lannes – brigade d'infanterie                            | 976        |                                                |
| Rég. d'inf. – 3e bataillon de grenadiers réunis               |            |                                                |
| __3 Cie de grenadiers de la 99e demi-brigade                  |            |                                                |
| __3 cie de grenadiers de la 70e demi-brigade                  |            |                                                |
| Rég. d'inf. – 4e bataillon de grenadiers réunis               |            |                                                |
| __3 cie de grenadiers de la 19e demi-brigade                  |            |                                                |
| __3 cie de grenadiers de la 20e demi-brigade                  |            |                                                |
|                                                               |            |                                                |
| Artillerie à cheval                                           |            |                                                |
| 2 pièces légères de 8 livres à cheval                         | 21         |                                                |
|                                                               |            |                                                |
| GdB. Beaumont – 2e division de cavalerie                      | 1 519      | Passe l'Adda a gué par le Nord                 |
| Rég. de cav. – 7e hussards                                    |            |                                                |
| __4 escadrons                                                 | 360        |                                                |
| Rég. de cav. – 10e chasseurs                                  |            |                                                |
| __4 escadrons                                                 | 594        |                                                |
| Rég. de cav. – 15e dragons                                    |            |                                                |
| __4 escadrons                                                 | 300        |                                                |
| Rég. de cav. – 20e dragons                                    |            |                                                |
| __4 escadrons                                                 | 244        |                                                |
|                                                               |            |                                                |
| Artillerie à cheval                                           |            |                                                |
| 2 pièces légère de 8 livre à cheval                           | 21         |                                                |
|                                                               |            |                                                |
| GdD. Masséna – division d'infanterie                          | 3 061      |                                                |
|                                                               |            |                                                |
| GdB. Cervoni – brigade d'infanterie                           | 1440       | Suit le corps de Dallemagne                    |
| Rég. d'inf. – 8e demi-brigade légère – CdB. Destaing          |            |                                                |
| __1er, 2e et 3e bataillons de la 8e demi-brigade légère       | 1 200      |                                                |
| __3 cie de carabiniers de la 8e demi-brigade légère           | 240        |                                                |
|                                                               |            |                                                |
| GdB. x – Brigade d'inf.                                       | 921        |                                                |
| Rég. d'inf. – 1re demi-brigade légère – CdB Fornesy           |            | arrive à la fin des combats, poursuit l'ennemi |
| __1er, 2e et 3e bataillons de la 1re demi-brigade légère      | 921        |                                                |
|                                                               |            |                                                |
| Artillerie de division                                        | 700        |                                                |
| 6 pièces légères de 3 livres de campagne                      | 52         |                                                |
| 2 pièces légères de 3 livres de campagne                      | 17         |                                                |
| 6 obusiers de 6 livres de campagne                            | 50         |                                                |
| Sapeurs du 5e bataillon                                       | 193        |                                                |
| 2e, 3e cie de sapeurs du 6e bataillon                         | 236        |                                                |
| 7e cie de sapeurs du 6e bataillon                             | 118        |                                                |
|                                                               |            |                                                |
| Artillerie attachée                                           |            |                                                |
| 2 pièces de 8 livres de campagne                              | 21         |                                                |
|                                                               |            |                                                |
| Artillerie à cheval                                           |            |                                                |
| 2 pièces légères de 8 livres à cheval                         | 13         |                                                |
|                                                               |            |                                                |
| GdD. Augereau – division d'infanterie                         | 2 193      |                                                |
|                                                               |            |                                                |
| GdB. Rusca – brigade d'infanterie                             | 990        | Attaque par le Sud                             |
| Rég. d'inf. – 4e demi-brigade légère bis Allobroges\|         |            |                                                |
| __1er, 2e et 3e bataillons de la légion des Allobroges        | 990        |                                                |
|                                                               |            |                                                |
| CdB. Dessaix – brigade d'infanterie                           | 921        | Suit le corps de Cervoni                       |
| Rég. d'inf. – 18e demi-brigade légère – CdB. Boyer            |            |                                                |
| __1er, 2e et 3e bataillons de la 18e demi-brigade légère      | 921        |                                                |
|                                                               |            |                                                |
| Détachement de cavalerie                                      | 194        |                                                |
| Rég. de cav. – 25e chasseurs                                  |            | 1 esc. par le pont, 1 par le Sud               |
| __2 escadrons                                                 | 194        |                                                |
|                                                               |            |                                                |
| Artillerie de division                                        | 88         |                                                |
| 6 pièces légères de 3 livres de campagne                      | 52         |                                                |
|                                                               |            |                                                |
| Artillerie attachée                                           |            |                                                |
| 2 pièces de 8 livres de campagne                              | 27         |                                                |
| 1 obusier de 6 livres de campagne                             | 9          |                                                |

## La bataille
Vers 9 h, à Zorlesco, les Français trouvent l’arrière-garde autrichienne. Ayant à combattre le bataillon aux portes de la ville, ils concluent de la présence même de ce bataillon que le pont ne devait pas être coupé. Vers 11 h, Vukassovich et le 2e bataillon de Carlstadt atteignent le pont de Lodi sans encombre. Le bataillon et les deux escadrons de la rive droite se retirèrent aussi, sans être serrés d’assez prêt pour que l’ennemi passât à leur suite. Vers 12 h, Bonaparte court de sa personne jusqu’au débouché de ce pont, et fait aussitôt, sous le feu adverse, mettre en batterie deux pièces d’artillerie à cheval de son avant-garde à la droite du pont, le long de la rive (vraisemblablement un peu à couvert), afin d’empêcher d’éventuels travaux de destruction du pont par les sapeurs autrichiens. Dans le même temps, le bataillon autrichien Nadasdy rejoint la première ligne.

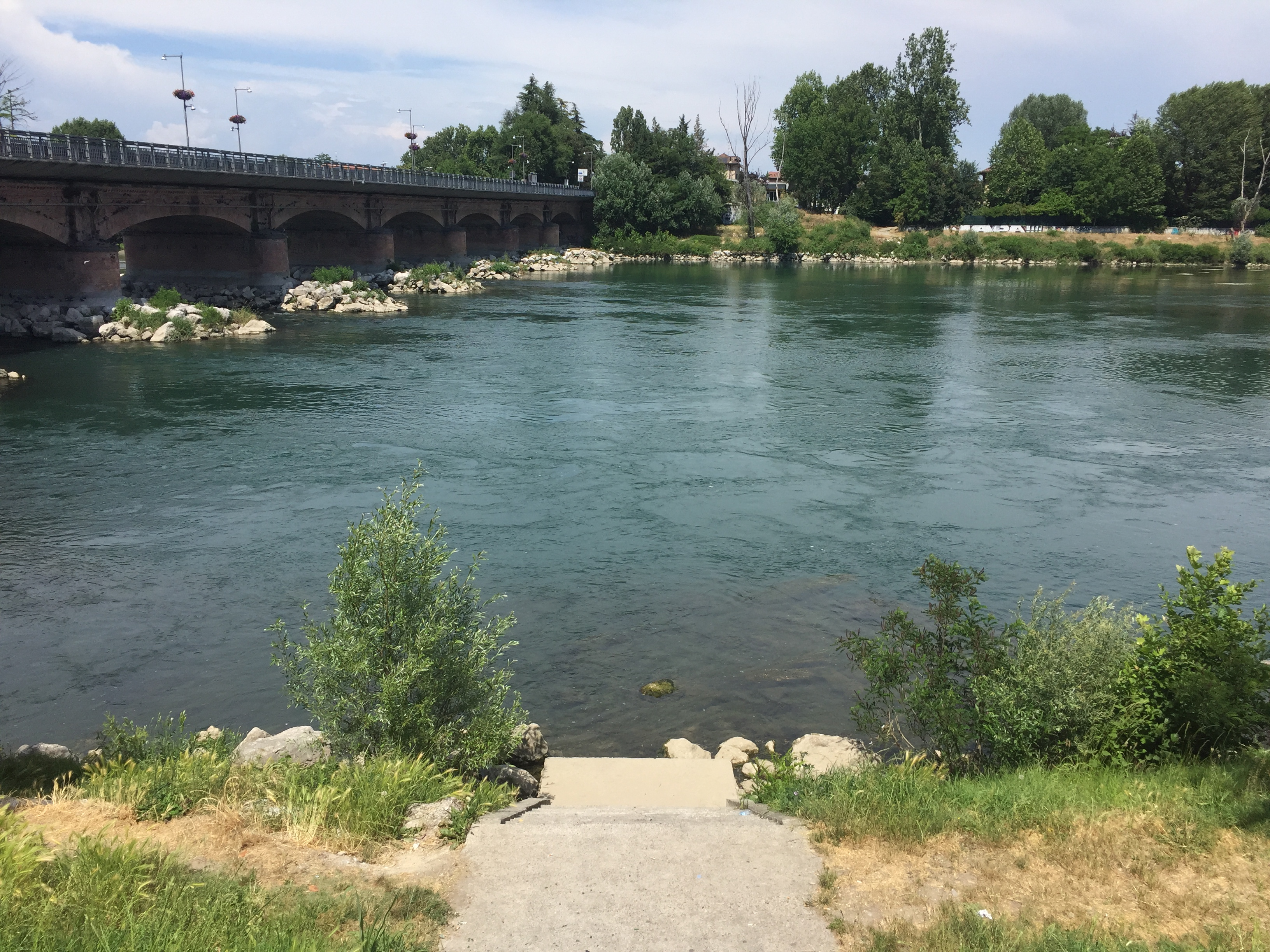
Vue actuelle du lieu de la bataille (côté français). Le pont de 1796 a été détruit, et il se situait à 40 mètres à droite de l'actuel pont. On voit encore des traces de son commencement, en bord de rive.

N’ayant que l’avant-garde à sa disposition, Bonaparte attend l’arrivée de renfort pour essayer de passer le pont. Vers 17 h, une canonnade violente commence de part et d’autre, car au fur et à mesure de l’arrivée des renforts (Masséna avec son avant-garde commandée par le général Cervoni), une batterie plus imposante de 28 canons est constituée sous le chef de brigade Sugny, au pied du mur d’enceinte qui fait face au pont et le long de la rive. Un feu nourri est ouvert sur l’artillerie autrichienne, qui, entièrement découverte, paraît en avoir beaucoup souffert et est contrainte de retirer ses pièces quelque peu en arrière pour échapper à des salves de mitrailles très efficaces.
Vers 18 h, Bonaparte se résout à enlever le pont de vive force : il forme une colonne serrée avec ses grenadiers et carabiniers réunis, qu’il cache au plus près du débouché du pont. Les Savoyards sous les ordres du chef de bataillon Dupas, commandant le 2e de carabiniers (les deux bataillons des carabiniers réunis), reçoivent la mission d'être les premiers à franchir le pont. Le général en chef envoie également chercher un gué au sud tandis que les cavaliers de Beaumont, au nord, doivent normalement déboucher dans deux heures à droite et à gauche des Autrichiens, forçant la décision.
Dès que le feu des batteries ennemies ralentit, la colonne d’infanterie s’ébranle sur le pont, soutenue par le feu de ces pièces et malgré le feu des canons adverses. Les Autrichiens retiennent leur feu puis tirent à mitraille sur les premiers qui s'engagent. Autour de Dupas, c'est un massacre, l'assaut se rompt. Voyant que ce coup d'arrêt peut tout perdre, les généraux réagissent. Masséna, Dallemagne, Lannes, Berthier et Cervoni, suivis par leurs aides de camp, se ruent en avant aux cris de « Vive la République ». Cette charge des chefs fait merveille. Passés le milieu du pont, des carabiniers savoyards et dauphinois remarquent que la profondeur du fleuve diminue d'un coup. Ils se glissent dans le flot et poursuivent l’attaque jusqu’au débouché du pont en hurlant. Au même moment, en quelques minutes, deux compagnies abordent l'autre rive par le pont. La première salve a couché de nombreux soldats, mais la fumée gêne les artilleurs autrichiens et ces derniers sont sabrés par les carabiniers du 2e bataillon alors qu'ils rechargent leurs pièces.
Entretemps, Beaumont passe un gué à Mozzanica (à une demi-lieue au nord de Lodi), mais la traversée du passage s'avère plus difficile que prévu, et Beaumont ne peut pas coopérer efficacement à l’attaque. La division Masséna suit les grenadiers ; Cervoni a passé le pont. Joubert traverse et se porte à sa gauche. Augereau, qui arrive à son tour, se porte lui aussi sur le pont. Le 25e chasseurs à cheval passe sous le commandement du général Rusca. Une partie du régiment est chargé, de concert avec un corps d'infanterie légère, de se porter sur le pont de Lodi, tandis qu'un deuxième contingent galope jusqu'à l'Adda qui est passé à la nage, afin de couper la retraite de l'ennemi.
Le 25e chasseurs passe le pont le premier, immédiatement après les premières troupes d'infanterie, qui se sont dispersées à droite et à gauche dans le pays coupé. Le 25e charge l'ennemi sur la grande route et lui prend plusieurs pièces de canon défendues par les uhlans et hussards autrichiens qui, chargés à plusieurs reprises, sont obligés d'abandonner le terrain. Les chasseurs les poursuivent et les tuent et s'emparent de beaucoup de prisonniers et de chevaux. Les deux lignes autrichiennes cèdent : les bataillons autrichiens sont repoussés sans peine et l’artillerie enlevée. La cavalerie autrichienne charge mais les Français lui opposent un mur de baïonnettes.
Sebottendorf rallie alors son infanterie à Fontana sous la protection de sa cavalerie et de la brigade Nicoletti. Les hussards du régiment Meszaros arrêtent l’avance de l’infanterie française. Les premières unités de Beaumont arrivées sur le flanc droit ennemi sont repoussées par les hussards hongrois. Un peu au sud, des éléments du 25e chasseurs à cheval passent tant bien que mal l’Adda à la nage. Les Napolitains chargent les éléments de la division Augereau qui est en train d’attaquer Cantonada. Vers 19 h, lors de leur repli au sud, les Napolitains se heurtent à la division Masséna qu’ils arrivent à contourner afin de poursuivre leur repli sur Benzona. La fatigue de l’infanterie empêche les Français de poursuivre,,.

## Bilan
Les pertes françaises sont estimées de 500 à 900 hommes. Les Autrichiens se retirent en bon ordre (le régiment Terzy fait l’arrière-garde avec la cavalerie) sur Benzona, puis dans la nuit à Crema. Ils ont perdu 21 officiers, 2 015 hommes (dont 277 Napolitains), 235 chevaux, 12 canons, 2 obusiers et 30 caissons.
Bonaparte entre à Milan, capitale de la Lombardie, quelques jours plus tard. Après avoir conquis le Piémont, l’armée française s’empare de la Lombardie, et élimine une armée de l'empereur d'Autriche.

## Hommages
- Cette bataille a donné, en 1798, son nom à la rue du Pont-de-Lodi dans le 6e arrondissement de Paris.
- En 1833, dans l'actuel 6e arrondissement de Marseille, le chemin de Briquet est renommé Rue de Lodi.
- Draa Essamar, une localité de l’Algérie, portait le nom de Lodi à sa fondation pendant la colonisation française, en souvenir de cette bataille.

### Jeux vidéo
Bataille de Lodi, Napoleon: Total War de Sega (2010).